# Distrikt Congalla
Der Distrikt Congalla liegt in der Provinz Angaraes in der Region Huancavelica im südwestlichen Zentral-Peru. Der Distrikt wurde am 3. September 1941 gegründet. Er besitzt eine Fläche von 209 km². Beim Zensus 2017 wurden 3765 Einwohner gezählt. Im Jahr 1993 lag die Einwohnerzahl bei 4114, im Jahr 2007 bei 4381. Sitz der Distriktverwaltung ist die 3523 m hoch gelegene Ortschaft Congalla mit 954 Einwohnern (Stand 2017). Congalla liegt 25 km ostnordöstlich der Provinzhauptstadt Lircay.

## Geographische Lage
Der Distrikt Congalla liegt im ariden Andenhochland im Nordosten der Provinz Angaraes. Der Río Urubamba begrenzt den Distrikt im Norden, dessen rechter Nebenfluss Río Huarancayoc im Osten.
Der Distrikt Congalla grenzt im Süden an den Distrikt Secclla, im Westen an den Distrikt Huanca-Huanca, im Norden an die Distrikte Acobamba, Pomacocha und Caja (alle drei in der Provinz Acobamba) sowie im Osten an den Distrikt Julcamarca.

## Ortschaften
Im Distrikt gibt es neben dem Hauptort folgende größere Ortschaften:
- Chaynabamba (482 Einwohner)
- Lircayccasa
- Yunyaccasa (242 Einwohner)